# TeleTrade

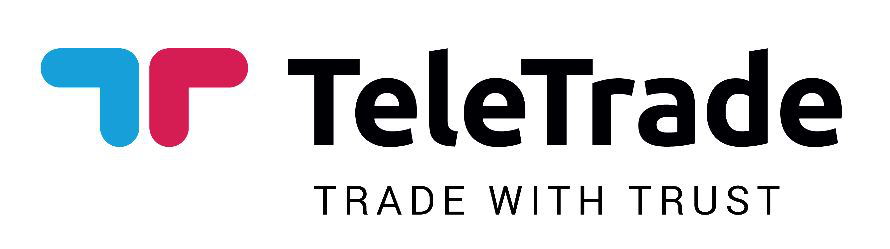
Empresa de Investimentos / CFD e Corretora Forex

A TeleTrade é uma empresa de investimentos / CFD e corretora Forex vencedora de vários prémios, licenciada e regulada pela UE, estabelecida em 1994. Com mais de 26 anos de experiência no mercado, a evolução e o desenvolvimento contínuo da marca internacional baseiam-se no trabalho dedicado de profissionais qualificados e experientes. A TeleTrade disponibiliza um alto nível de qualidade e suporte, tecnologia de ponta e plataformas rápidas e confiáveis de negociação on-line MetaTrader 4, MetaTrader 5 e Web Terminal.
Dispõe de uma variedade de mercados globais, incluindo Forex, CFD sobre Ações, CFD sobre Criptomoedas, CFD sobre Índices, CFD sobre Commodities, entre muitos outros.
A empresa opera no mercado europeu de acordo com a MiFID (Diretiva de Mercados de Instrumentos Financeiros) e licenciada pela CySEC (Cyprus Securities and Exchange Commission), sob a licença número 158/11. Em Portugal a TeleTrade é regulada pela CMVM (Comissão do Mercado de Valores Mobiliários).

## História
A TeleTrade foi fundada em 1994 na Rússia e opera no mercado europeu de acordo com a Diretiva de Mercados de Instrumentos Financeiros MiFID e a Cyprus Securities and Exchange Commission (CySEC), sob a licença número 158/11, sendo a entidade licenciada a TeleTrade - DJ International Consulting Ltd, uma empresa de investimento de Chipre, desde 2012. As operações da empresa na Rússia são licenciadas e reguladas pelo Banco Central da Rússia desde 2016, sendo a entidade licenciada a TeleTrade Group LLC. Os principais mercados da Empres são a Rússia e a Europa.

## Prémios
2020
- Melhor Corretora de Criptomoedas[7]
- Melhor Corretora de Social Trading[7]

2017
- Best Forex Broker Europe[8]

2015
- Best Affiliate Program Europe by International Finance Magazine
- Best CFD Broker Europe
- Best Forex Customer Service Broker Europe

2014
- Best Forex Broker Analytics by
- Best Trading Education Provider in Europe by International Finance Magazine

## Patrocínios
- IBSF World Snooker Championship 2013[9]
- Lithuanian rally driver Renaldas Seinauskas[10]
- Nordea Riga marathon[11]
- Sail2Victory yachting team on Samsung Romania Yachting Cup 2014[12]
- DIGA (Diplomatic and International Golf Association)[13]